# Estadio Stroitel
El Estadio Stroitel (en ruso; Стадион "Строитель") también llamado Estadio Budavnik es un estadio de fútbol ubicado en la ciudad de Soligorsk, Bielorrusia. El estadio inaugurado en 1973 posee una capacidad para 4.200 asientos y es utilizado por el FC Shakhtyor Soligorsk, club de la Liga Premier de Bielorrusia.
El estadio fue construido para actividades deportivas para los empleados del consorcio Stroytrest No.3 en la ciudad de Soligorsk. Sin embargo, no era apto para competiciones deportivas de mayor nivel.
En 2006, el estadio fue reconstruido. Se renovó completamente el campo de fútbol y se erigió un techo sobre la única tribuna. La capacidad aumentó a 4.200 personas. En 2009 se instaló iluminación artificial y un marcador electrónico. En 2010 se inició la instalación del sistema de calefacción del césped. Las antiguas pistas de atletismo no han sufrido modificaciones desde 1973, y aún falta la segunda tribuna (occidental), aunque está prevista su construcción en el futuro. La única tribuna está orientada hacia el lado soleado, lo que incide especialmente en la comodidad de los aficionados para ver los partidos.
El estadio albergó su primer partido internacional el 12 de julio de 2006, entre el FC Shakhtyor Soligorsk y NK Široki Brijeg de Bosnia-Herzegovina (0–1), validó por la Liga de Campeones de la UEFA 2006-07.